# Alberto Cevenini
Alberto Cevenini (* um 1935; † 16. August 1975 in Rom) war ein italienischer Schauspieler mit kurzer Karriere.
Cevenini, der Neffe der Liederinterpretin Elisabetta Barbato, studierte Schauspiel an der Accademia nazionale d’arte drammatica, die er mit Diplom abschloss. Nach ersten Engagements auf der Bühne, so 1959 neben Tina Pica in der Komödie Giacomina e la suocera, in der er Luigino, den männlichen Teil des jungen Liebespaares spielte, und bei Fotoromanen debütierte er 1961 in Piero Costas Aufstand der Söldner auf der Leinwand. Bis 1967 spielte er eine stattliche Anzahl an Rollen in Historien- und Spionagefilmen sowie Italowestern. Dabei verwendete der großgewachsene Darsteller mit scharf geschnittenen Gesichtszügen des Öfteren das Pseudonym Kirk Bert. Auch in Fernsehengagements war Cevenini zu sehen.

## Filmografie (Auswahl)
- 1961: Aufstand der Söldner (La rivolta dei mercenari)
- 1962: Taurus – Der Gigant von Thessalien (Taur, re della forza bruta)
- 1964: Der größte Sieg des Herkules (Ercole l’invincibile)
- 1964: Herkules – Rächer von Rom (Ercole contro Roma)
- 1964: I magnifici Brutos del West
- 1964: Minnesota Clay
- 1964: Der Ritt nach Alamo (La strada per Fort Alamo)
- 1965: Colorado Charlie
- 1965: Julia und die Geister (Giulietta degli spiriti)
- 1965: Planet der Vampire (Terrore nello spazio)
- 1966: Unter der Flagge des Tigers (El tigre de los siete mares)
- 1966: Donner über dem Indischen Ozean (Tormenta sobre el Pacífico)
- 1967: Eine Kugel für Mac Gregor (7 donne per i Mac Gregor)